# Ponikwy (Białoruś)
Ponikwy (biał. Паніквы, Panikwy; ros. Паниквы, Panikwy) – wieś na Białorusi, w rejonie kamienieckim obwodu brzeskiego. Miejscowość wchodzi w skład sielsowietu Wołczyn.
W miejscowości mieści się parafialna drewniana cerkiew prawosławna pw. Zaśnięcia Najświętszej Maryi Panny z XIX w.

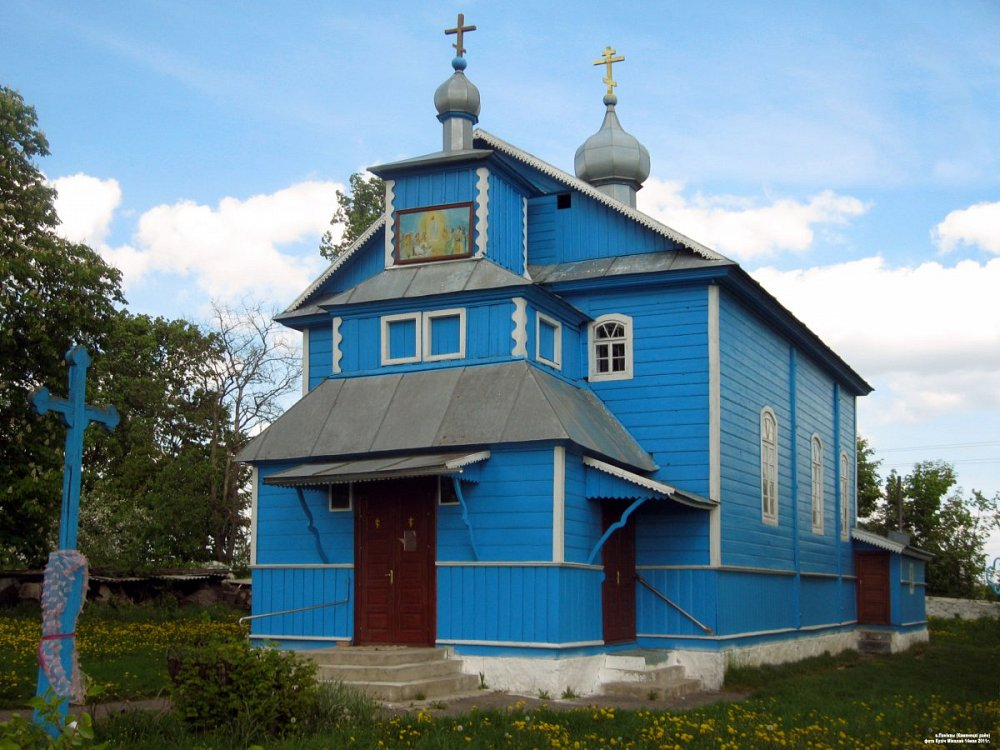
Cerkiew Zaśnięcia N.M.P.

Wieś magnacka położona była w końcu XVIII wieku w hrabstwie wołczyńskim w powiecie brzeskolitewskim województwa brzeskolitewskiego.